# Christoph Wagner (Musikjournalist)
Christoph Wagner (geb. 1956 in Balingen, Württ.) ist ein deutscher  Musikjournalist, Musikhistoriker, Rundfunk- und Buchautor, Schallplattenherausgeber und Festivalkurator. Er betreibt das World Music Picture Archive in Hebden Bridge, West-Yorkshire.

## Leben und Wirken
Wagner legte 1974 in Balingen das Abitur ab. Nach dem Wehrersatzdienst studierte er Pädagogik, Geschichte und Deutsch an der Pädagogischen Hochschule in Esslingen und wurde im Fach Pädagogik promoviert. Anschließend arbeitete er zehn Jahre als Grund- und Hauptschullehrer auf der schwäbischen Alb.
Seit 1984 ist Wagner als freier Musikjournalist für diverse Zeitungen, Fachzeitschriften und den Rundfunk tätig. Er verfasste Beiträge für das New Grove Dictionary of Music, den Rough Guide to World Music, den Rough Guide Weltmusik und den Rough Guide to Austria, zudem Booklet-Texte für CDs von Tom Rainey,Mark Helias, Stephan Crump, Ingrid Laubrock, Hans Lüdemann, Lucas Niggli, Mike Svoboda, Eddie Prevost und Carl Ludwig Hübsch bei verschiedenen Labels.
Wagner ist Herausgeber von zwanzig Schallplatten und CDs für die Labels Trikont und Wergo, darunter „American Yodeling“, „Global Accordion“, „Stranded in the USA“, „The Pig's Big 78s“ und „LAUTyodeln Vol. 1“. Zweimal erhielt er den Preis der deutschen Schallplattenkritik.
2016 programmierte Wagner gemeinsam mit Franz Koglmann das Wiener Festival Cool Britannia und 2018 die Nacht der Toy Pianos in Göppingen. Seit 2016 ist er außerdem als Co-Kurator des Münchner LAUTyodeln-Festivals tätig.
Wagner ist zudem Autor und Herausgeber mehrerer Bücher.

## Veröffentlichungen (Auswahl)
- Das Akkordeon. Eine wilde Karriere. Transit Verlag, Berlin 1993, ISBN 978-3-88747-088-3.
- als Hrsg.: Die Mundharmonika: Ein musikalischer Globetrotter. Transit Verlag, Berlin 1996, ISBN 978-3-88747-110-1.
- als Hrsg.: Auge & Ohr. Begegnungen mit Weltmusik = Ear & eye. Schott Verlag, Mainz 2004, ISBN 978-3-7957-0482-7.
- Der Klang der Revolte. Die magischen Jahre des westdeutschen Musik-Underground. Schott Music, Mainz 2013, ISBN 978-3-7957-0842-9.
- Träume aus dem Untergrund. Als Beatfans, Hippies und Folkfreaks Baden-Württemberg aufmischten. Silberburg-Verlag, Tübingen 2017, ISBN 978-3-8425-2039-4.
- Der Süden dreht auf. Die Poprevolte der 60er und 70er Jahre in Bildern. Silberburg-Verlag, Tübingen 2019, ISBN 978-3-8425-2185-8.
- Lichtwärts! Lebensreform, Jugendbewegung und Wandervogel – die ersten Ökos im Südwesten (1880–1940). verlag regionalkultur, Ubstadt-Weiher 2022, ISBN 978-3-95505-359-8.